# Кирхшайдунген
Кирхшайдунген (нем. Kirchscheidungen) — коммуна в Германии, в земле Саксония-Анхальт. 
Входит в состав района Бургенланд. Подчиняется управлению Унструтталь.  Население составляет 365 человек (на 31 декабря 2006 года). Занимает площадь 5,67 км². Официальный код  —  15 2 56 045.